# 제주특별자치도민속자연사박물관
제주특별자치도 민속자연사박물관(濟州特別自治道民俗自然史博物館, 영어: Folklore & Natural History Museum of Jeju Special Self-Governing Province)은 제주특별자치도의 민속문화와 자연사를 보존하기 위해 제주특별자치도청 산하에 설치된 사업소이다.
박물관장은 지방서기관이나 지방학예연구관, 지방농업연구관, 지방환경연구관, 또는 지방임기제공무원으로 보한다.

## 연혁
- 1984년 5월 24일: 제주도민속자연사박물관 개관
- 1988년 2월 12일: 제주도문화진흥원과 통합
- 1989년 7월 14일: 제주도민속자연사박물관으로 환원
- 2006년 7월 1일: 제주특별자치도민속자연사박물관으로 변경
- 2008년 3월 5일: 제주특별자치도 문화진흥본부로 통폐합 (박물관 운영부 민속자연사박물관)
- 2011년 1월 18일: 제주특별자치도민속자연사박물관으로 독립